# インファントリー (雑誌)
インファントリー（英：Infantry）は、アメリカ陸軍歩兵学校（フォート・ベニング、ジョージア州）から四半期毎に出版される軍事専門誌である。
本誌は、アメリカ陸軍の将兵、陸軍省所属の民間人によって投稿された論文等を掲載する。論文の内容は、訓練、演習、作戦、ドクトリン、装備、歴史、諸外国軍の動向、リーダーシップ等である。掲載されている論文は、執筆者の個人的見解であり、必ずしも米陸軍の公式見解ではない。本誌は、過去のアーカイブも含めて、ホームページ上に無料で公開されている。

## 任務
本誌の任務は次の3点である。訓練、部隊編成、武器、装備、戦術及び戦法の最新情報を提供すること。進歩的なアイディアのための公開討論の場を提供することである。さらに戦史からの教訓を学ぶことである。